# Andvakiidae
Andvakiidae Danielssen, 1890, è una famiglia di celenterati antozoi nella superfamiglia Metridioidea dell'ordine Actiniaria.

## Descrizione
La famiglia è caratterizzata da muscoli basilari deboli o assenti e sfintere marginale mesogleale lungo. Corpo cilindrico allungato divisibile in Physa, Scapus e Capitulum. Physa arrotondato o appiattito. Scapus con cuticola e solitamente con tentacoli; potrebbe avere cinclidi. Mesenteri non divisibili in macro e microemi. Mesenteri perfetti fertili, con filamenti sviluppati, divaricatori forti e aconzio. Mesenteri imperfetti piccoli, sterili, senza muscoli divaricatori, possono presentare filamenti e aconzio. Aconzio con nematocisti basitrici e p-amastigofori microbasici. Cnidomi: spirocisti gracili, basitrici e p-mastigofori e p-amastigofori microbasici.

## Tassonomia
Fino a qualche tempo fa la tassonomia di questa famiglia era diversa. L'attuale classificazione deriva da uno studio pubblicato nel 2012 di Estefanía Rodríguez et al. in base al quale la famiglia Isophelliidae è diventata sinonimo di Andvakiidae in quanto la differenza fra le due famiglie relativa ai muscoli basilari è stata valutata di discutibile valore tassonomico e filogenetico, mentre i rimanenti caratteri diagnostici di entrambe le famiglie concordano e i loro membri testati sono taxa di pari livello. Sulla base di tale studio, recepito dal World Register of Marine Species (WORMS), la famiglia è composta da nove generi:
- Andvakia  Danielssen, 1890
- Epiphellia
- Euphellia Pax, 1908
- Flosmaris
- Gymnophellia
- Ilyactis
- Litophellia
- Synandwakia
- Telmatactis  Gravier, 1916